# Кухари (Олавський повіт)
Кухари (пол. Kuchary) — село в Польщі, у гміні Доманюв Олавського повіту Нижньосілезького воєводства.
Населення — 128 осіб (2011).
У 1975-1998 роках село належало до Вроцлавського воєводства.

## Демографія
Демографічна структура станом на 31 березня 2011 року:
|          | Загалом | Допрацездатний вік | Працездатний вік | Постпрацездатний вік |
| -------- | ------- | ------------------ | ---------------- | -------------------- |
| Чоловіки | 65      | 11                 | 49               | 5                    |
| Жінки    | 63      | 12                 | 40               | 11                   |
| Разом    | 128     | 23                 | 89               | 16                   |